# Kościół Matki Bożej Gromnicznej w Malechowie
Kościół Matki Bożej Gromnicznej – rzymskokatolicki kościół parafialny należący do parafii pod tym samym wezwaniem (dekanat Sławno, diecezji koszalińsko-kołobrzeskiej, metropolii szczecińsko-kamieńskiej).

## Architektura
Jest to świątynia wzniesiona na przełomie XIV i XV wieku w stylu gotyckim. W 1820 roku kościół został poważnie uszkodzony na skutek uderzenia pioruna w wieżę. W czasie gruntownych prac remontowych odstąpiono od odbudowy wieży. Zostały wymienione okna, dach oraz pierwotne sklepienie na strop belkowy. 
Budowla została usytuowana na kamiennym fundamencie. Jest murowana i wzniesiona z cegły. Wcześniej była częściowo otynkowana, w czasie ostatnich prac remontowych tynk został usunięty. Okna są umieszczone w ostrołukowych otworach. Od strony wschodniej do nawy jest dostawiona zakrystia. Wejście do kościoła znajduje się od strony zachodniej. Fasada jest symetryczna, ozdabia ją neogotycki portal wejściowy. Elewacje północna i południowa mają po cztery skarpy. We wnętrzu świątyni znajduje się empora podparta czterema słupami z nałożonym na nią prospektem organowym. 

## Wyposażenie
Wśród zabytkowego wyposażenia wnętrza można wyróżnić późnobarokowy ołtarz główny ozdobiony obrazem „Ostatnia Wieczerza” umieszczonym w predelli oraz renesansową chrzcielnicę wykonaną w XVII wieku.